# Luisa Adelaida Bourbonská (1757–1824)
Luisa Adelaida Bourbonská (5. října 1757, Chantilly – 10. března 1824, Paříž) byla francouzskou jeptiškou. Byla poslední abatyší z Remiremontu, na začátku restaurace Bourbonů založila náboženskou komunitu, která se mezi francouzskými katolíky proslavila pod jménem Bénédictines de la rue Monsieur. Nechala postavit Hôtel de Mademoiselle de Condé, pojmenovaný po ní.

## Původ a mládí
Luisa Adelaida se narodila v roce 1757 na zámku Chantilly jako nejmladší ze tří dětí Ludvíka Josefa Bourbona, knížete z Condé, a jeho první manželky Šarloty de Rohan, dcery Karla Rohana, knížete ze Soubise. Jako členka vládnoucího rodu Bourbonů byla princeznou královské krve a titulaturou Její Jasnost. Vzdělávala se v klášteře Penthemont, v jedné z nejprestižnějších pařížských škol pro dcery šlechticů.
U dvora byla známá jako Mademoiselle de Condé a v některých zdrojích je uváděna jako princesse de Condé. Byla potomkem le Grand Condé a tetou posledního vévody z Enghien. Byla také vzdálenou sestřenicí budoucího revolucionáře Filipa Égalité a sestřenicí Charlese Alina, knížete z Guéméné, syna své tety Viktorie de Rohan, kněžny z Guéméné.

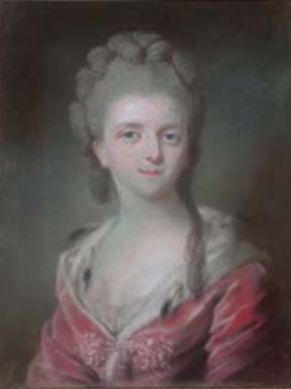
Mademoiselle de Condé, Simon-Bernard Lenoir.

Její matka zemřela v Hôtel de Condé po dlouhé nemoci, jak uvedl vévoda z Luynes; v té době byly Luise Adelaidě tři roky. Výsledkem bylo, že Luisa Adelaida vyrůstala u své pratety Henrietty Luisy.

## Abatyše z Beaumont-lès-Tours
Luisa Adelaida byla předpokládanou nevěstou svého vzdáleného bratrance Karla Filipa, hraběte z Artois, z manželství však sešlo; Karel se později oženil s Marií Terezou Savojskou a nakonec se během restaurace Bourbonů stal králem Karlem X.
Prateta Henrietta byla abatyší kláštera Beaumont. Kvůli svému klášternímu vzdělání strávila Luisa Adelaida téměř celé mládí v náboženském prostředí. Její vzdělání bylo dokončeno v královském klášteře Penthemont v 7. pařížském obvodu. V roce 1780 Mademoiselle de Condé požádala o povolení Penthemont opustit. V té době si nechala pro své osobní použití postavit Hôtel de Bourbon-Condé, zatímco její otec užíval jako své hlavní bydliště v Paříži nadále Palais Bourbon postavený jeho babičkou Luisou Františkou. Úvahy o jejím postavení ji zabraňovaly v sňatku. V roce 1786 byla jmenována abatyší (in commendam) z Remiremontu. Během svého funkčního období však Remiremont nenavštívila více než třikrát.

## Pozdější roky a smrt
V roce 1789 uprchla do Belgie, aby unikla prvním etapám francouzské revoluce. V roce 1802 v Polsku přijala závoj a v roce 1816 se vrátila do Paříže, aby založila náboženskou instituci. Později se stala paní z Saint Pierre a Metz a Cetery. V roce 1818 zemřel její otec. Luisa Adelaida zemřela tiše o šest let později, 10. března 1824 ve věku 66 let v Paříži. Šest měsíců po jeho smrti se stal její bývalý nápadník, hrabě z Artois, francouzským králem jako Karel X.
Pohřbena Luisa Adelaida byla v klášteře Saint-Louis de Limon ve Vauhallanu.

## Vývod z předků
|                           |                                         |  |                                    |                                                          |  |  |  |  |  |  |  | Jindřich Jules Bourbon-Condé |
|                           |                                         |  |                                    |                                                          |  |  |  |  |  |  |  |                              |
|                           | Ludvík III. Bourbon-Condé               |  |                                    |                                                          |  |  |  |  |  |  |  |                              |
|                           |                                         |  |                                    |                                                          |  |  |  |  |  |  |  |                              |
|                           |                                         |  |                                    | Anna Henrietta Bavorská                                  |  |  |  |  |  |  |  |                              |
|                           |                                         |  |                                    |                                                          |  |  |  |  |  |  |  |                              |
|                           | Louis Henri de Bourbon-Condé            |  |                                    |                                                          |  |  |  |  |  |  |  |                              |
|                           |                                         |  |                                    |                                                          |  |  |  |  |  |  |  |                              |
|                           |                                         |  |                                    | Ludvík XIV.                                              |  |  |  |  |  |  |  |                              |
|                           |                                         |  |                                    |                                                          |  |  |  |  |  |  |  |                              |
|                           | Luisa Františka Bourbonská              |  |                                    |                                                          |  |  |  |  |  |  |  |                              |
|                           |                                         |  |                                    |                                                          |  |  |  |  |  |  |  |                              |
|                           |                                         |  |                                    | Madame de Montespan                                      |  |  |  |  |  |  |  |                              |
|                           |                                         |  |                                    |                                                          |  |  |  |  |  |  |  |                              |
|                           | Ludvík Josef Bourbon-Condé              |  |                                    |                                                          |  |  |  |  |  |  |  |                              |
|                           |                                         |  |                                    |                                                          |  |  |  |  |  |  |  |                              |
|                           |                                         |  |                                    | Vilém Hesensko-Rotenburský                               |  |  |  |  |  |  |  |                              |
|                           |                                         |  |                                    |                                                          |  |  |  |  |  |  |  |                              |
|                           | Arnošt Leopold Hesensko-Rotenburský     |  |                                    |                                                          |  |  |  |  |  |  |  |                              |
|                           |                                         |  |                                    |                                                          |  |  |  |  |  |  |  |                              |
|                           |                                         |  |                                    | Marie Anna z Löwenstein-Wertheim                         |  |  |  |  |  |  |  |                              |
|                           |                                         |  |                                    |                                                          |  |  |  |  |  |  |  |                              |
|                           | Karolína Hesensko-Rotenburská           |  |                                    |                                                          |  |  |  |  |  |  |  |                              |
|                           |                                         |  |                                    |                                                          |  |  |  |  |  |  |  |                              |
|                           |                                         |  |                                    | Maxmilián Karel Albrecht z Löwenstein-Wertheim-Rochefort |  |  |  |  |  |  |  |                              |
|                           |                                         |  |                                    |                                                          |  |  |  |  |  |  |  |                              |
|                           | Eleonora z Löwenstein-Wertheim          |  |                                    |                                                          |  |  |  |  |  |  |  |                              |
|                           |                                         |  |                                    |                                                          |  |  |  |  |  |  |  |                              |
|                           |                                         |  |                                    | Marie Polyxena Khuen z Lichtenbergu                      |  |  |  |  |  |  |  |                              |
|                           |                                         |  |                                    |                                                          |  |  |  |  |  |  |  |                              |
| Luisa Adelaida Bourbonská |                                         |  |                                    |                                                          |  |  |  |  |  |  |  |                              |
|                           |                                         |  |                                    |                                                          |  |  |  |  |  |  |  |                              |
|                           |                                         |  | Herkules Mériadec, vévoda z Rohanu |                                                          |  |  |  |  |  |  |  |                              |
|                           |                                         |  |                                    |                                                          |  |  |  |  |  |  |  |                              |
|                           | Jules ze Soubise                        |  |                                    |                                                          |  |  |  |  |  |  |  |                              |
|                           |                                         |  |                                    |                                                          |  |  |  |  |  |  |  |                              |
|                           |                                         |  |                                    | Anne Geneviève de Lévis                                  |  |  |  |  |  |  |  |                              |
|                           |                                         |  |                                    |                                                          |  |  |  |  |  |  |  |                              |
|                           | Karel de Rohan, kníže ze Soubise        |  |                                    |                                                          |  |  |  |  |  |  |  |                              |
|                           |                                         |  |                                    |                                                          |  |  |  |  |  |  |  |                              |
|                           |                                         |  |                                    | Louis de Melun                                           |  |  |  |  |  |  |  |                              |
|                           |                                         |  |                                    |                                                          |  |  |  |  |  |  |  |                              |
|                           | Anna Julie de Melun                     |  |                                    |                                                          |  |  |  |  |  |  |  |                              |
|                           |                                         |  |                                    |                                                          |  |  |  |  |  |  |  |                              |
|                           |                                         |  |                                    | Élisabeth Thérèse de Lorraine                            |  |  |  |  |  |  |  |                              |
|                           |                                         |  |                                    |                                                          |  |  |  |  |  |  |  |                              |
|                           | Šarlota de Rohan                        |  |                                    |                                                          |  |  |  |  |  |  |  |                              |
|                           |                                         |  |                                    |                                                          |  |  |  |  |  |  |  |                              |
|                           |                                         |  |                                    | Godefroy Maurice de La Tour d'Auvergne                   |  |  |  |  |  |  |  |                              |
|                           |                                         |  |                                    |                                                          |  |  |  |  |  |  |  |                              |
|                           | Emmanuel Théodose de La Tour d'Auvergne |  |                                    |                                                          |  |  |  |  |  |  |  |                              |
|                           |                                         |  |                                    |                                                          |  |  |  |  |  |  |  |                              |
|                           |                                         |  |                                    | Marie Anna Mancini                                       |  |  |  |  |  |  |  |                              |
|                           |                                         |  |                                    |                                                          |  |  |  |  |  |  |  |                              |
|                           | Anna Marie Luisa de La Tour d'Auvergne  |  |                                    |                                                          |  |  |  |  |  |  |  |                              |
|                           |                                         |  |                                    |                                                          |  |  |  |  |  |  |  |                              |
|                           |                                         |  |                                    | François Louis Claude Edmé de Simiane                    |  |  |  |  |  |  |  |                              |
|                           |                                         |  |                                    |                                                          |  |  |  |  |  |  |  |                              |
|                           | Anna Marie Kristýna de Simiane          |  |                                    |                                                          |  |  |  |  |  |  |  |                              |
|                           |                                         |  |                                    |                                                          |  |  |  |  |  |  |  |                              |
|                           |                                         |  |                                    | Anne Thérèse de Simiane                                  |  |  |  |  |  |  |  |                              |
|                           |                                         |  |                                    |                                                          |  |  |  |  |  |  |  |                              |